# Luigi Borsari (archeologo)
Luigi Borsari (... – 17 novembre 1904) è stato un archeologo e topografo italiano.

## Biografia
Vissuto tra il XIX secolo e il XX secolo, tra le scarse notizie pervenuteci sulla sua biografia, si apprende che è stato ispettore degli scavi presso il Ministero della pubblica istruzione.
Nel 1896, a Terracina (LT), condusse importanti ricerche presso il Tempio di Giove Anxur.
La sua attività editoriale fiorì tra il 1885 e il 1904 con varie pubblicazioni su Ostia, tra cui: Via Portuense, Porto, Scavi di Ostia, Ostia. Nuove iscrizioni latine, rinvenute nell'area dell'antica città, Ostia et il porto di Roma antica e Ostia - Nuove scoperte tra il teatro e la stazione dei Vigili.

## Opere
- Topografia di Roma antica, Milano, Hoepli 1897
- Di un'epigrafe spettante alla arginatura delle ripe del Tevere, in Boll. Commissione Archeologica Comunale di Roma, 1889
- The Roman Forum in the Light of Recent Discoveries, Rome 1904
  - Le forum romain selon les dernières fouilles, con Romolo Artioli, 1907
- Il castello di Bracciano. (con Raffaele Ojetti) (ristampa 2014)
- Delle scoperte avvenute tra il primo ed il quarto chilometro della via Ostiense, in Notizie degli scavi di antichità, 1898
- Le mura e porte di Servio Tullio, 1888
- Ostia et il porto di Roma antica, 1909
- Iscrizioni stradali ed acquarie scoperte presso la Valeria e la Sublacense in Roviano
- Del tempio di Giove Anxure scoperto sul Monte S. Angelo a Terracina
- Scavi nell'area del Tempio di Diana Nemorense durante l'anno 1895
- Scoperte di antichità nel Lazio
- Osservazioni topografiche sulla regione IX Circus Flaminius